# Paul Koulak
Pour les articles homonymes, voir Koulak (homonymie).
 (juin 2018).
Paul Koulak (né Paul Koulaksezian le 27 mars 1943 à Saint-Chamond dans la Loire et mort le 26 juin 2021 à Issy-les-Moulineaux) est un compositeur de musique français d'origine arménienne. Il est surtout connu pour avoir composé la musique du jeu télévisé Fort Boyard.

## Biographie
Deux de ses trois frères sont aussi dans le milieu artistique, l'un étant également musicien, et l'autre, Pierre Koulak, acteur.
Il fait ses études de musique à l'École normale de musique et au Conservatoire de Paris. Il a composé de nombreuses musiques pour la télévision : émissions de jeux et notamment la plus célèbre, celles du générique de Fort Boyard (émission pour laquelle il composa près de 200 musiques) dans sa première version à partir de 1990 et des génériques de dessins animés notamment L'Île au trésor, L'oiseau des Mers, Clémentine ou Tom-Tom et Nana.
En 1971, il a composé la musique de la chanson Souviens-toi de moi pour la chanteuse Marie et, en 1973, Sans toi qui sera interprétée par Martine Clémenceau lors du Concours Eurovision de la chanson. En 1989, il a également composé pour les bandes-annonces sportives de Canal+ ainsi que pour la météo diffusée sur Antenne 2 (aujourd'hui France 2) intitulé 1, 2, 3, soleil.
Toutes ses compositions sont jouées sur des synthétiseurs.
Paul Koulak meurt le 26 juin 2021 à Issy-les-Moulineaux. Ses obsèques se tiennent le 1er juillet en l'église arménienne de Saint-Chamond.

## Discographie
En 1983, Francesca Solleville interprète trois chansons de Jean-Louis Caillat, Entre-parenthèses, Le Cœur en adolescence et Quand le bonheur est une orange dont les musiques sont signées de Paul Koulak.
- 1989 :  Operation Mozart
- 1990 : Fort Boyard
- 1992 : La Piste de Xapatan
- 1992 :  Le Vol du kangourou
- 1992 : Civilisation en danger
- 1999 : La belle lisse poire du prince de Montordu

- 1999 : Fort Boyard : la musique de toutes les aventures
- N/A : Aircraft in Australia